# Захаренко, Владимир Андреевич
Владимир Андреевич Захаренко — российский учёный в области химизации земледелия, академик РАСХН (1992), академик РАН (2013).

## Биография
Родился 06.08.1935 г. в г. Часов-Яр Артемовского района Донецкой области. Окончил Московскую сельскохозяйственную академию им. К. А. Тимирязева (1958), её аспирантуру (1964), Всесоюзный заочный финансово-экономический институт (1967).
Трудовая деятельность:
- 1958—1961 — младший научный сотрудник, главный агроном, заместитель директора по производству Кокчетавской областной с.-х. опытной станции;
- 1964—1968 — старший научный сотрудник НИИ картофельного хозяйства (пос. Коренево Московской области);
- 1969—1981 — старший научный сотрудник, заведующий сектором ВНИИ экономики сельского хозяйства;
- 1981 — заведующий отделом Всесоюзного института удобрений и агропочвоведения им. А. Н. Прянишникова;
- 1981—1984 — заведующий отделом Всесоюзного н.-и. и проектно-технологического института химизации сельского хозяйства;
- 1984—1990 — заместитель директора по научной работе Центрального института агрохимического обслуживания сельского хозяйства;
- 1990—1992 — заместитель академика-секретаря, академик-секретарь Отделения защиты растений ВАСХНИЛ;
- 1992—2009 — академик-секретарь Отделения защиты растений РАСХН;
- 2009—2015 — главный научный сотрудник Отделения защиты и биотехнологии растений РАСХН.

С 2015 г. — главный научный сотрудник ФГБНУ Московский научно-исследовательский институт сельского хозяйства «Немчиновка».
Доктор сельскохозяйственных наук (1974), профессор (1980), член-корреспондент ВАСХНИЛ (1990), академик РАСХН (1992), академик РАН (2013).
Разработчик теоретических основ химических методов борьбы с сорными растениями в условиях интенсификации земледелия.
Заслуженный деятель науки РСФСР (1989). Лауреат премии Правительства РФ в области науки и техники (1999). Награждён орденом Дружбы (2006), золотой и серебряной медалями ВДНХ, медалью «Ветеран труда».
Автор (соавтор) 110 книг и брошюр, в том числе 20 монографий.
Публикации:
- Защита зерновых культур при интенсивных технологиях / соавт.: Н. М. Голышин и др. — М.: Агропромиздат, 1986. — 156 с.
- Гербициды. — М.: Агропромиздат, 1990. — 240 с.
- Расширенное воспроизводство плодородия почв в интенсивном земледелии Нечерноземья / соавт.: Н. З. Милащенко и др.; ВИУА. — М., 1993. — 864 с.
- Фитосанитарная диагностика / соавт.: А. Ф. Ченкин и др. — М.: Колос, 1994. — 322 с.
- Фитосанитарный щит для продовольствия России / соавт.: А. Г. Баркалов и др.; ВИЗР. — М.: Интрейд корпорейшн; СПб., 1998. — 146 с.
- Карты распространения вредных организмов, патотипов, генов вирулентности возбудителей болезней, фитофагов, энтомопатогенов на территории Российской Федерации. Вып.5 / соавт.: А. В. Овсянкина и др.; РАСХН. Отд-ние защиты растений. — М., 2003. — 64 с.
- Технология и безопасность использования трансгенных растений, устойчивых к гербицидам, вредителям и возбудителям болезней / РАСХН.- М., 2005. — 102 с.
- Рекомендации по предотвращению рисков чрезвычайных ситуаций биогенного характера, вызываемых вредными организмами / РАСХН. — М., 2006. — 111 с.
- Новые технологии поиска, испытаний, создания и внесения средств защиты растений не биоцидной природы / РАСХН. — М., 2008. — 89 с.